# 都倉悠太
都倉 悠太（とくら ゆうた）は、NHKのアナウンサー。

## 人物
埼玉県深谷市生まれ、東京都あきる野市育ち。東京都立日野台高校、専修大学ネットワーク情報学部卒業後、2015年入局。

## 嗜好・挿話
- 入局後、主にスポーツ中継を担当している。
- 初任地は青森放送局。2018年に鹿児島放送局、2023年に松山放送局へ異動。

## 出演
☆印は現在出演（担当）中。
青森放送局時代（2015年度 - 2018年度途中）
- ニュース・中継・リポート・スポーツ中継
- NHKとっておきサンデー 新人お披露目（2015年6月7日）[5]
- 着信御礼!ケータイ大喜利（2016年2月22日）[6]
- 旅ラジ!「青森県」（2016年6月6日 - 8日、2017年5月15日 - 18日、2018年6月5日 - 7日）[7]
- NHKニュースおはよう日本 リポート「鷹との絆で防げ! 害鳥被害」 （2017年2月28日）
- BS列島ニュース リポート「鷹との絆で防げ! 害鳥被害」（2017年3月1日）
- うまいッ! とろける ヘルシー オシャレなサバ 〜青森県八戸市〜 （2017年9月22日）[8] [9]
- 皇后盃全国都道府県対抗女子駅伝競走大会 リポーター （2018年1月14日）
- 第90回記念選抜高等学校野球大会 リポーター（2018年3月）[10]
- 第73回東北高等学校男女バスケットボール大会 リポーター（2018年6月22日）[11]

鹿児島放送局時代（2018年度途中 - 2022年度）
- ニュース・中継・リポート・スポーツ中継
- 情報WAVEかごしま（不定期・キャスター代行）
- 皇后盃全国都道府県対抗女子駅伝競走大会 リポーター（2019年1月13日）
- 第91回選抜高等学校野球大会 リポーター（2019年3月）[10]
- 全国高等学校総合体育大会 バスケットボール男女決勝 リポーター（2019年8月2日）[12]
- 第89回全日本ボクシング選手権大会 リポーター（2019年11月24日）[13]
- NHKジャーナル（2019年12月17日）[14]
- ラジオ深夜便 人権インタビュー「いま訴えたい、ハンセン病差別の経験から 〜国立療養施設星塚敬愛園入所者 自治会会長 岩川洋一郎さん〜（2020年12月10日）[15]
- 第103回全国高等学校野球選手権大会 リポーター（2021年8月）
- 第94回選抜高等学校野球大会 ラジオ実況 第2日 第2試合 「長崎日大」対「近江」（2022年3月20日）[16]
- 第94回選抜高等学校野球大会 ラジオ実況 第5日 第2試合「大島」対「明秀日立」（2022年3月23日）[17]
- 第94回選抜高等学校野球大会 ラジオ実況 第7日 第2試合「金光大阪」対「木更津総合」（2022年3月25日）[18]
- 第100回全日本選手権競漕大会 リポーター（2022年5月15日）
- ニュースLIVE! ゆう5時 生中継（2022年11月8日）[19]
- うまいッ! つらさげ”で甘さ倍増 さつまいも〜鹿児島 垂水市〜」（2022年12月5日） [20]
- 全国高等学校駅伝競走大会 リポーター（2022年12月25日）[21]
- 2023年全日本卓球選手権大会 リポーター（2023年1月28日・1月29日）

松山放送局時代（2023年度 - ）
- ☆ギュッと!四国（2023年4月8日 - ）キャスター
- ☆あさイチ（2023年5月8日 - ） - 四国地域中継リポーター[22][23]
- ☆愛媛県・四国地方のニュース・中継・リポート
- ひめポン! （松田利仁亜のキャスター代行など）